# Абонданс (сыр)
Абонданс (фр. Abondance ) — полутвёрдый сорт сыра, произведённый во французском департаменте Верхняя Савойя.

## История
Производство сыра Абонданс началось в XIV веке.

## Производство
Сыр производится из молока коров определённых пород, из рациона которых исключаются силос и другие ферментированные корма. Чтобы изготовить одну головку сыра весом 9,5 кг, требуется 100 литров молока. Во время созревания сыр заворачивается в ткань, следы которой чётко видны на корочке.

## Характеристики
Сыр обладает ровной корочкой оранжево-коричневого цвета с голубыми казеиновыми пятнами и отпечатавшимся рисунком ткани. Сырная масса мягкая, эластичная, нежная, слегка сливочная, цвета слоновой кости или желтоватого, с дырочками. Жирность 48 %. Вкус насыщенный, тонкий, мягкий, с фруктовым оттенком и ореховым привкусом.